# میل اند گاردین
میل اند گاردین (به انگلیسی: Mail & Guardian) یک هفته‌نامه متعلق به آفریقای جنوبی است که به وسیله مالک آن یعنی M&G ltd در ژوهانسبورگ منتشر می‌شود. دفتر مرکزی میل اند گاردین در ژوهانسبورگ قرار دارد. میل اند گاردین بیشتر بر مسائلی چون سیاست، دولت، محیط زیست، جامعه بشری و تجارت تمرکز دارد.